# Justin Balk
Justin Balk (* 1972) ist ein Singer-Songwriter, wohnhaft in Hamburg-Hamburg-Ochsenwerder.

## Leben
Als ältestes von sechs Kindern in der Nähe von Hamburg im kleinen Ort Heidgraben (Kreis Pinneberg) aufgewachsen, gründete Balk im Jahr 1990 die deutschsprachige Funkrock-Band Cucumber Men, mit der er als Sänger und Gitarrist in der zweiten Hälfte der 1990er Jahre bundesweit Bekanntheit erlangte. Nachdem sich die Band im Jahr 2002 aufgelöst hatte, begann Balk seine Solokarriere.
Das erste Album, das seinen eigenen Namen trägt, wurde 2003 vom kleinen Label Grundsound veröffentlicht. Es enthält moderne Singer-Songwriter-Musik, die der Künstler selbst als deutschsprachigen Westcoast-Pop bezeichnet. Das zweite Album Golden erschien im August 2006 beim Label V2 Records und geht eher in Richtung Poprock. 2012 gehörte er zu den Produzenten des Albumprojekts Giraffenaffen.
Er ist verheiratet und hat 4 Kinder.

## Diskografie

### Solokarriere
Alben
- 2003: Justin Balk
- 2006: Golden

Singles
- 2003: Porridge
- 2003: Jung heißt schön
- 2006: Hi (EP)
- 2006: Unser Lachen wird noch ewig durch die Straßen hallen (Promo-Single)
- 2007: Weiter Weiter Weiter (Promo-Single)

Autorenbeteiligungen
- 2015: Welt hinter Glas – Max Mutzke (#65 DE)
- 2025: Weiß wie Schnee – Sotiria feat. Peter Heppner

Samplerbeiträge
- 2008: Kunztstücke (Titel Dieses Lied, mit Alexander Zuckowski)

### MitCucumber Men
- 1996: Früher waren wir besser
- 1998: Turbo